# سنترل (کارولینای جنوبی)
سنترل(به انگلیسی: Central) شهری در ایالت کارولینای جنوبی کشور ایالات متحده آمریکا است که جمعیت آن در سرشماری سال ۲۰۱۰ میلادی، ۵٬۱۵۹ نفر بوده‌است.